# Campeonato Russo de Futebol de 2008 - Segunda Divisão
O Campeonato Russo de Futebol - Segunda Divisão de 2008 foi o décimo sétimo torneio desta competição. Participaram vinte e duas equipes. O nome do campeonato era "Primeira Divisão" (Perváia Divizion), dado que a primeira divisão era a "Liga Premier". O campeão e o vice são promovidos e seis são rebaixados para a terceira divisão, dada que a liga seria reduzida para 20 participantes em 2009.

## Participantes
| Equipe                            | Cidade            | Região                  | No ano anterior                                                    | Estádio                        | Capacidade | Títulos                     | Participações |
| --------------------------------- | ----------------- | ----------------------- | ------------------------------------------------------------------ | ------------------------------ | ---------- | --------------------------- | ------------- |
| FC SKA-Energiya Khabarovsk        | Khabarovsk        | Krai de Khabarovsk      | Décimo Terceiro Lugar                                              | Estádio Lênin                  | 15.200     | 0 (não possui)              | 9             |
| FC Anji Makhachkala               | Mahackala         | Daguestão               | Décimo Lugar                                                       | Estádio Dínamo                 | 15.200     | 1 (1999)                    | 9             |
| FC KAMAZ Naberejnye Chelny        | Naberejnye Chelny | Tartaristão             | Quarto Lugar                                                       | Estádio KAMAZ                  | 10.000     | 1 (1992 Zona Central)       | 7             |
| FC Dínamo Briansk                 | Briansk           | Oblast de Briansk       | Oitavo Lugar                                                       | Estádio Dínamo                 | 10.100     | 0 (não possui)              | 5             |
| FC Ural Sverdlovskaya Oblast      | Ecaterimburgo     | Oblast de Sverdlovsk    | Quinto Lugar                                                       | Estádio Central                | 30.000     | 0 (não possui)              | 6             |
| FC Sibir Novosibirsk              | Novosibirsk       | Oblast de Novosibirsk   | Terceiro Lugar                                                     | Estádio Spartak                | 12.500     | 0 (não possui)              | 8             |
| FC Alania Vladikavkaz             | Vladikavkaz       | Ossétia do Norte-Alânia | Décimo Segundo Lugar                                               | Estádio Republicano do Spartak | 32.464     | 0 (não possui)              | 3             |
| FC Baltika Kaliningrado           | Kaliningrado      | Oblast de Kaliningrado  | Décimo Quinto Lugar                                                | Estádio Baltika                | 14.000     | 1 (1995)                    | 11            |
| FC Mashuk-KMV Pyatigorsk          | Pyatigorsk        | Krai de Stavropol       | Décimo Quarto Lugar                                                | Estádio Central                | 10.630     | 0 (não possui)              | 3             |
| FC Salyut Belgorod                | Belgorod          | Oblast de Belgorod      | Nono Lugar                                                         | Estádio Salyut                 | 12.000     | 0 (não possui)              | 3             |
| Torpedo Moscovo                   | Danilovsky        | Moscovo                 | Sexto Lugar                                                        | Estádio Lujniki                | 81.000     | 0 (não possui)              | 2             |
| FC Metallurg-Kuzbass Novokuznetsk | Novokuznetsk      | Oblast de Kemerovo      | Décimo Sexto Lugar                                                 | Estádio Metallurg              | 8.500      | 0 (não possui)              | 7             |
| FC SKVO Rostov do Don             | Rostov do Don     | Oblast de Rostov        | Décimo Sétimo Lugar                                                | Estádio SKA SKVO               | 27.300     | 0 (não possui)              | 3             |
| FC Nosta Novotroitsk              | Novotroitsk       | Oblast de Oremburgo     | Sétimo Lugar                                                       | Estádio Metallurg              | 10.000     | 0 (não possui)              | 3             |
| FC Zvezda Irkutsk                 | Irkutsk           | Oblast de Irkutsk       | Décimo Primeiro Lugar                                              | Estádio Trud                   | 28.500     | 0 (não possui)              | 7             |
| FC Kuban Krasnodar                | Krasnodar         | Krai de Krasnodar       | Rebaixado do Campeonato Russo de Futebol de 2007                   | Estádio Kuban                  | 32.000     | 0 (não possui)              | 10            |
| FC Rostov                         | Rostov do Don     | Oblast de Rostov        | Rebaixado do Campeonato Russo de Futebol de 2007                   | Olimp - 2                      | 15.840     | 0 (não possui)              | 2             |
| FC Chernomorets Novorossisk       | Novorossisk       | Krai de Krasnodar       | Acesso pelo Campeonato Russo de Futebol de 2007 - Terceira Divisão | Estádio Trud                   | 12.500     | 2 (1993 (Zona Oeste), 1994) | 6             |
| FC Dínamo Barnaul                 | Barnaul           | Krai de Altai           | Acesso pelo Campeonato Russo de Futebol de 2007 - Terceira Divisão | Estádio Dínamo                 | 16.000     | 0 (não possui)              | 3             |
| FC Volga Ulianovsk                | Ulianovsk         | Oblast de Ulianovsk     | Acesso pelo Campeonato Russo de Futebol de 2007 - Terceira Divisão | Estádio Trud                   | 10.000     | 0 (não possui)              | 1             |
| FC Vityaz Podolsk                 | Podolsk           | Oblast de Moscovo       | Acesso pelo Campeonato Russo de Futebol de 2007 - Terceira Divisão | Estádio Avangard               | 4.500      | 0 (não possui)              | 1             |
| FC Sportakademklub Moscovo        | Izmaylovo         | Moscovo                 | Acesso pelo Campeonato Russo de Futebol de 2007 - Terceira Divisão | Estádio FOP Izmaylovo          | 10.000     | 0 (não possui)              | 1             |

## Regulamento
O campeonato foi disputado no sistema de pontos corridos em turno e returno. Ao final, o campeão e o vice eram promovidos para o Campeonato Russo de Futebol de 2009 e seis equipes eram rebaixadas diretamente para o Campeonato Russo de Futebol de 2009 - Terceira Divisão.

## Resultados do Campeonato
Rostov foi o campeão; junto com o vice, Kuban, foi promovido para a primeira divisão russa.

Metallurg-KUSBASS, Volga de Ulianovsk, Torpedo Moscovo, Mashuk-KMV, Dínamo de Barnaul, Dínamo de Briansk e Zvezda de Irkutsk foram rebaixados para a terceira divisão russa.

Sportakademklub e SKVO Rostov se licenciaram no meio do campeonato e também foram rebaixados.

## Campeão
| Campeão Russo da Segunda Divisão de 2008 |
| ---------------------------------------- |
| FC Rostov 1° Título                      |